# Gunnar Christenson
Gunnar Christenson, född 17 mars 1895 i Landskrona, död 16 juli 1979, var en svensk målare och teckningslärare.
Christenson bedrev studier vid Tekniska skolan i Stockholm 1914–1919 samt vid Konstakademien 1920–1921. Under åren 1919–1928 gjorde han även studieresor till England, Tyskland, Nederländerna och Italien. Han skapade landskapsmålningar och stilleben i olja samt figursaker i krita och akvarell. Tavlorna finns i museer i Halmstad, Kristianstad, Landskrona, Tomelilla och Malmö.